# Eduardo Mendoza

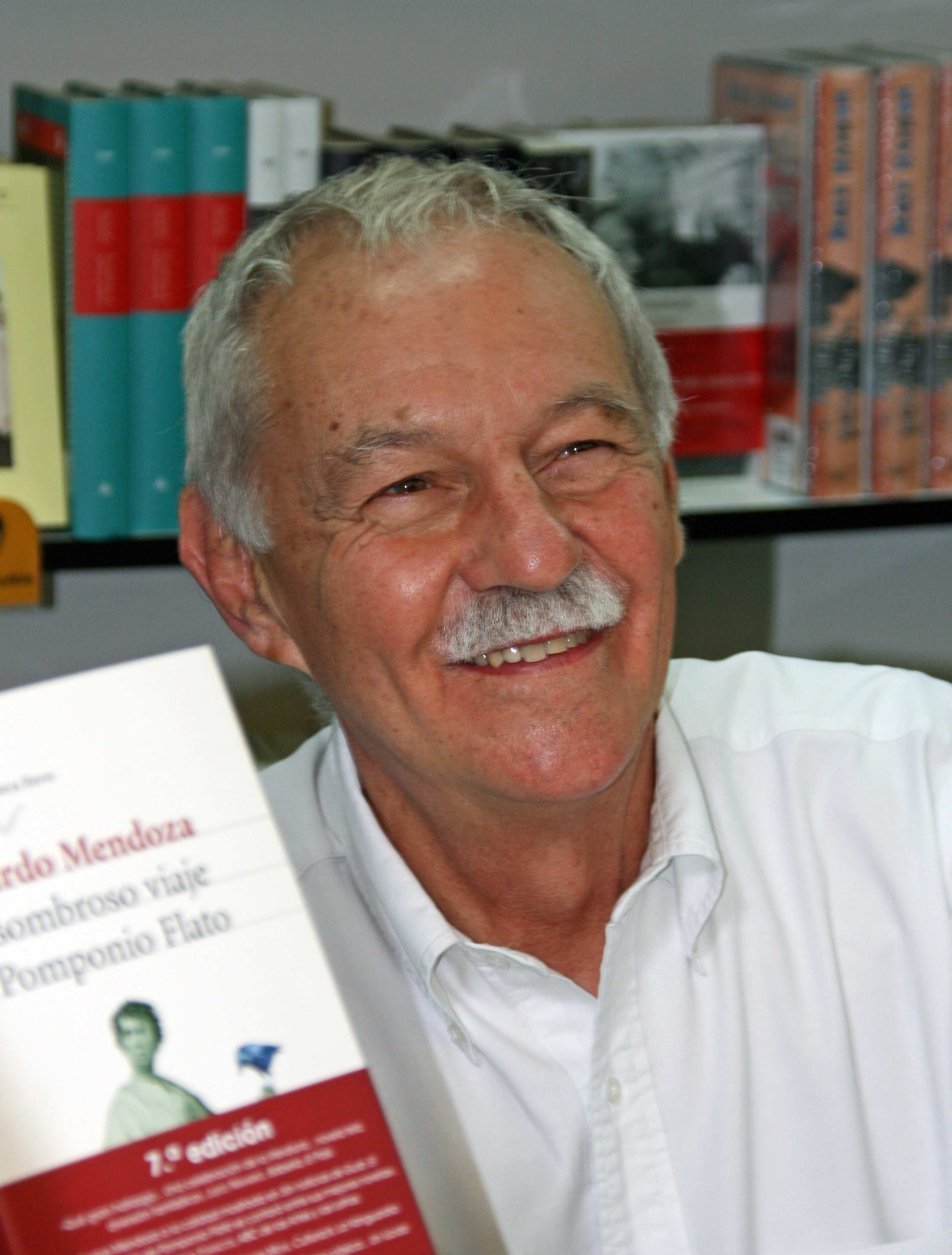
Eduardo Mendoza (2008)

Eduardo Mendoza i Garriga (* 11. Januar 1943 in Barcelona) ist ein spanischer Schriftsteller, der hauptsächlich auf Spanisch, seltener auch auf Katalanisch schreibt.

## Leben
Eduardo Mendoza studierte zunächst Rechtswissenschaften und arbeitete von 1973 bis 1982 in New York als Dolmetscher bei der UNO.
1975 erschien sein erster Roman  La verdad sobre el caso Savolta (deutsch Die Wahrheit über den Fall Savolta). Sein bislang größter Erfolg ist der Roman La ciudad de los prodigios von 1986 (deutsch Die Stadt der Wunder), in dem er das Leben eines jungen Mannes in Barcelona im ersten Viertel des 20. Jahrhunderts erzählt. In seinen Werken thematisierte er als einer der ersten spanischen Autoren die vergangene franquistische Diktatur. Die postmoderne Erneuerung des spanischen historischen Romans wird auf ihn zurückgeführt.
Eduardo Mendoza wurde 2016 mit dem Premio Cervantes die wichtigste literarische Auszeichnung in der spanischsprachigen Welt zugesprochen.

## Auszeichnungen
- 1995: Creu de Sant Jordi-Preis
- 2010: Premio Planeta für Riña de gatos. Madrid 1936
- 2013: Prix du livre européen (Kategorie Roman) für Bataille de chats
- 2015: Franz-Kafka-Literaturpreis
- 2016: Cervantespreis
- 2025: Prinzessin-von-Asturien-Preis[2]

## Werke (Auswahl)
- Das Geheimnis der verhexten Krypta, Roman (El misterio de la cripta embrujada), 1990 ISBN 3518398954
- Die Wahrheit über den Fall Savolta, Roman (La verdad sobre el caso Savolta). Frankfurt am Main 1989; ebenda 1991 (= suhrkamp taschenbuch. Band 2142), ISBN 3518403923
- Die Stadt der Wunder, Roman (La ciudad de los prodigios), Übersetzt von Peter Schwaar (= suhrkamp taschenbücher. Band 2142). 1992 ISBN 3518397265
- Die unerhörte Insel, Roman (La isla inaudita), 1993 ISBN 3518390198
- Das Jahr der Sintflut, Roman (El año del diluvio), 1997, ISBN 3518222430, verfilmt als El año del diluvio (2004)
- Eine leichte Komödie, Roman (Una comedia ligera), 1998, ISBN 3518396323
- Niemand im Damensalon, Roman (La aventura del tocador de señoras), 2002, ISBN 3518413236
- Mauricios Wahl, Roman (Mauricio o las elecciones primarias), 2007, ISBN 3518419250
- Katzenkrieg, Roman (Riña de gatos. Madrid 1936), 2012, ISBN 978-3-312-00543-7
- Der Friseur und die Kanzlerin. Roman (El enredo de la bolsa y la vida). Nagel & Kimche, Zürich 2013, ISBN 978-3-312-00575-8.

Alle Übersetzungen ins Deutsche von Peter Schwaar.
- Der Walfisch. Roman (La ballena, aus Tres vidas de santos), übersetzt von Stefanie Gerhold. Nagel & Kimche, München 2015, ISBN 978-3-312-00646-5.
- Das dunkle Ende des Laufstegs. Roman (El secreto de la modelo extraviada), übersetzt von Kirsten Brandt. Nagel & Kimche, München 2017, ISBN 978-3-312-01015-8.